# اثر لغزش

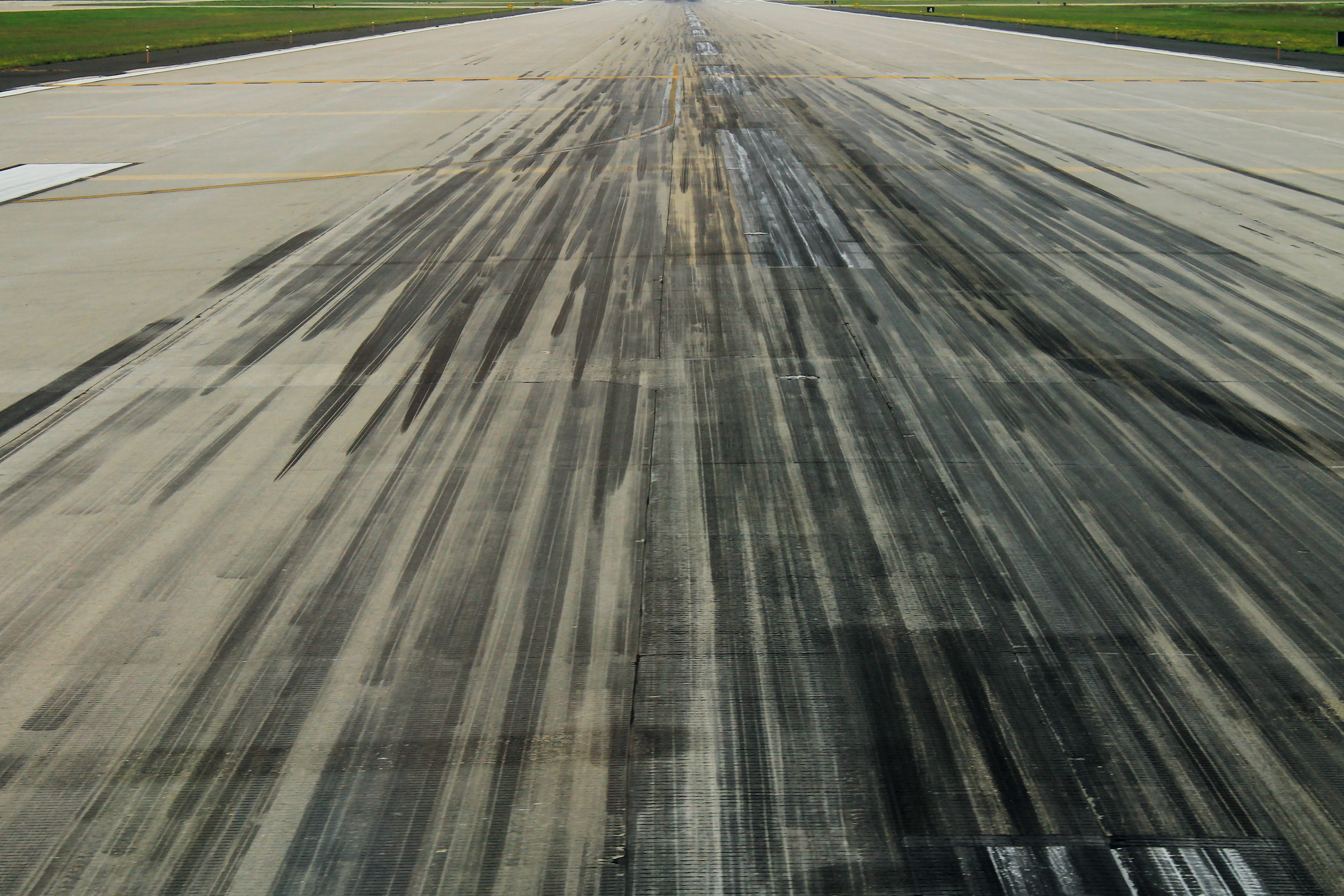
لغزش لاستیک‌های هواپیما در باند

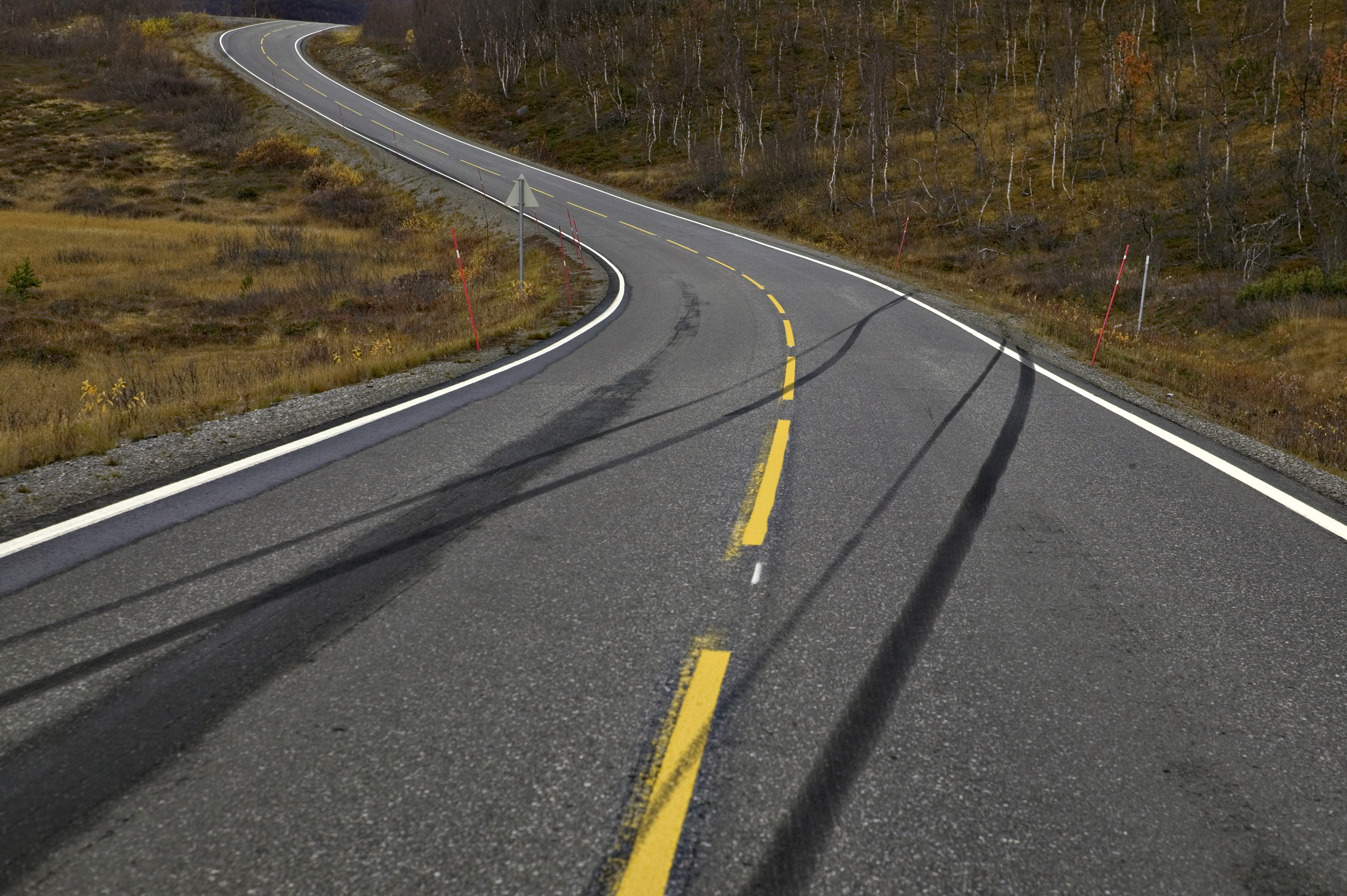
لغزش اتومبیل روی جاده آسفالت

اثر لغزش (انگلیسی: Skid mark) علامت قابل مشاهده‌ای است که توسط هر جسم جامدی که بر روی جامد دیگری حرکت می‌کند، باقی می‌گذارد و جنبه مهمی از تجزیه و تحلیل شواهد ردیابی در علوم قانونی و مهندسی قانونی است. لغزش ناشی از لاستیک‌ها در جاده‌ها زمانی رخ می‌دهد که چرخ وسیله نقلیه از حرکت متوقف می‌شود و روی سطح جاده می‌لغزد یا می‌چرخد. آثار لغزش را می‌توان برای یافتن حداکثر و حداقل سرعت خودرو قبل از برخورد یا تصادف تجزیه و تحلیل کرد. لغزش ممکن است روی رسوبات یخ شفاف یا گازوئیل در جاده نیز اتفاق بیفتد و ممکن است هیچ اثری نیز از خود به جای نگذارد.